# 海老江村 (富山県)
海老江村（えびえむら）は、かつて富山県射水郡にあった村。現在は射水市新湊地域の東北部に位置する海老江地区。

## 地理
北側は富山湾に面する。

## 沿革
- 1889年（明治22年）4月1日 - 町村制の施行により、射水郡海老江村、浜開新村、七軒村、三十三箇村の区域の一部及び婦負郡練合（ねりや）村の区域をもって、射水郡海老江村が発足する。
- 1898年（明治31年）7月26日 - 海老江小学校校舎竣工[3]。
- 1953年（昭和28年）4月1日 - 新湊市に編入する。